# 小行星84884
小行星84884（84884 Dorismcmillan）是一颗绕太阳运转的小行星，为主小行星带小行星。该小行星于2003年3月发现。
該小行星以美國科學教育家多麗絲·麥米倫（Doris McMillan）命名。

## 轨道参数
小行星84884的轨道半长轴为484 061 498 km（3.2357052 UA），离心率为0.076。